# Witkeelkruiper
De witkeelkruiper (Cormobates leucophaea) is een zangvogel uit de in Australië inheemse familie Climacteridae (Australische kruipers). De vogel lijkt in gedrag en manier van foerageren op de niet in Australië voorkomende boomkruipers of boomklevers maar is daarmee niet verwant. Het geslacht behoort tot een familie die een geheel aparte clade vormt binnen de oscines (eigenlijke zangvogels). Hun naaste verwanten zijn clades als de liervogels en de honingeters die ook exclusief voorkomen in Australië en/of  Nieuw-Guinea.

## Kenmerken
De witkeelkruiper is een 13 tot 17 cm lange, bruin gekleurde vogel die langs boomstammen omhoog, maar ook omlaag kan kruipen. De witkeelkruiper heeft een witte keel en borst en op de flanken en de buik een donkerbruine streping. Van boven (en op de vleugels) is de vogel donker grijsbruin met een geelbruine vlek op de vleugel. De poten en de snavel zijn zwart.

## Verspreiding
De vogel komt voor in Zuid-Australië, verder in de staat Victoria, oostelijk New South Wales en zuidoost Queensland. Het is een bewoner van regenwoud aan de kust en een grote variatie aan andere vegetatietypen met struikgewas en/of bomen meer landinwaarts.
Er worden vijf ondersoorten onderscheiden:
- C. l. minor: noordoostelijk Queensland.
- C. l. intermedia: het oostelijke deel van Centraal-Queensland.
- C. l. metastasis: zuidoostelijk Queensland en noordoostelijk New South Wales.
- C. l. leucophaea: zuidoostelijk Australië.
- C. l. grisescens: zuidelijk Australië.

## Status
De grootte van de populatie is niet gekwantificeerd maar de soort wordt omschreven als plaatselijk algemeen. Op de Rode lijst van de IUCN heeft deze soort de status niet bedreigd.